# Aoplus velox
Aoplus velox är en stekelart som först beskrevs av Cresson 1864.  Aoplus velox ingår i släktet Aoplus och familjen brokparasitsteklar. Inga underarter finns listade i Catalogue of Life.